# Belisario Porras Barahona
Belisario Perras Barahona, né le 28 novembre 1856 à Las Tablas et mort le 28 août 1942 à Panama, est un homme politique panaméen. 

## Biographie
Après avoir étudié à Bogotá et en Belgique, il s'installe en Amérique centrale où il exercé la profession de juriste et de professeur de droit.
Après l'échec des libéraux durant la guerre des Mille Jours, ceux-ci sont réduits à de petites bandes armées, ce qui ne les empêchent pas de lancer une offensive sur l'isthme panaméen menée par Belisario Porras. Avec le soutien du président nicaraguayen José Santos Zelaya, les exilés partent par mer de Punta Burica (es) le 31 mars 1900. Trois jours plus tard, après avoir vaincu la garnison de David ils se dirigent vers Panama City, mais retardés, le général Víctor Salazar réussi à fortifier les défenses de la capitale.
Il est président du Panama à trois reprises du 1er octobre 1912 au 1er octobre 1916, du 12 octobre 1918 au 30 janvier 1920 et du 1er octobre 1920 au 1er octobre 1924.